# Parque nacional de Ruvubu
El parque nacional de Ruvubu (en francés: Parc National de Ruvubu) es el nombre que recibe un área protegida con el estatus de parque nacional en el país africano de Burundi que se extiende por cuatro provincias: Karuzi, Muyinga, Ruyigi y Cankuzo.

## Geografía
El parque es compartido por cuatro provincias y ocho municipios. Su área es de 50800 ha: la longitud de su territorio es de 62 km, mientras que su ancho varía entre 5 y 13 km.
El parque está ubicado en el valle inferior del río Ruvubu. Consiste en un 75% de sabana, un 15% de bosques y un 8% de pastizales.
El parque se estableció en 1980 tras la promulgación del Decreto Nº 1/6, del 3 de marzo de 1980. Fue designado sitio Ramsar el 12 de marzo de 2009.

## Biodiversidad
Entre la fauna que se puede hallar en Ruvubu, encontramos:
- 44 especies de mamíferos pertenecientes a 18 familias, incluidas las Bovideae y Veverridea;
- 425 especies de aves;
- reptiles, especialmente cocodrilos (Crocodilus niloticus);
- 14 especies de peces incluyendo el barbudo (muy presente en el área).